# Shaolinquan
Shaolin de asemenea cunoscut sub numele de Shaolin Kung Fu, Shaolin Wushu, este un stil de arte marțiale dezvoltat în jurul templelor chinezești Shaolin. Se considera acest stil ca fiind unul din cele mai vechi si mai răspândit de arte marțiale. El combină filozofia Chan, artele marțiale și se consideră că a fost dezvoltat în templele din Provincia Henan în jurul anului 1500. 

## Istoric
Istoricul stilului, de multe ori în lipsa unor înregistrări istorice, este situat de multe ori între neverosimil și legendă. Aceasta este datorată faptului că stilul se transmite pe cale orală și prin practică. 
O anumită legendă atribue apariția stilului lui Bodhidharma, parte al Castei Indiene Brahman, și onorat ca cel de-al 28-lea patriarh al budismului. Acesta remarcă slăbirea structurii fizice a călugărilor care practicau meditația și creează un set de exerciții pentru a contracara aceste efecte.
Conform legendei se mai spune că la  crearea acestui stil de wushu SHAOLINQUAN a contribuit Bodhidharma – Damo - un călugăr budist indian, aproximativ în secolul VI a sosit în Regatul Wei de Nord unde nu a fost înțeles de autorități Bodhidharma – Damo s-a retras într-o peșteră ce până în prezent există, el stând cu fața la perete, a meditat nouă ani.
După un așa termen lung de meditație Bodhidharma – Damo când a decis să se ridice, s-a dovedit că picioarele lui își pierduseră capacitatea motrică. Cu toate acestea Bodhidharma – Damo cu ajutorul unui complex set de  exerciții speciale și-a revenit foarte repede. După care Bodhidharma – Damo le-a prescris călugărilor budiști din Shaolin să combine practica de contemplare tăcută cu exerciții fizice, se presupune că după Bodhidharma – Damo călugării din Shaolin au învățat primul complex al Shaolin Wushu SHAOLINQUAN ce se numea 18 mâini de Arhats (Arhats urmașii lui Buddha ce au atins ultima, a IV-a treaptă de sfințenie ce duce spre calea de nirvana care te eliberează total de plăcerile lumești).